# Гайдарбеков, Ихаку Гайдарбекович
Ихаку Гайдарбекович Гайдарбеков (род. 8 июня 1951) — советский борец вольного стиля, призёр чемпионатов СССР, чемпион и призёр чемпионатов Европы, мастер спорта СССР международного класса.

## Биография
Увлёкся борьбой в 1966 году. Участвовал в семи чемпионатах страны. В 1972 году выполнил норматив мастера спорта СССР. Член сборной команды страны в 1975—1978 годах. Оставил большой спорт в 1980 году.

## Спортивные результаты
- Чемпионат СССР по вольной борьбе 1974 года — ;
- Вольная борьба на летней Спартакиаде народов СССР 1975 года — ;
- Чемпионат СССР по вольной борьбе 1978 года — ;